# Kanton Varennes-sur-Allier
Der Kanton Varennes-sur-Allier war bis 2015 ein französischer Wahlkreis im Arrondissement Vichy, im Département Allier und in der Region Auvergne. Er umfasste 15 Gemeinden, sein Hauptort war Varennes-sur-Allier. Die landesweiten Änderungen in der Zusammensetzung der Kantone brachten im März 2015 seine Auflösung. Seine letzte Vertreterin im conseil général des Départements war Élisabeth Albert-Cuisset (DVD).

## Gemeinden
| Gemeinde                 | Einwohner Jahr | Fläche km² | Bevölkerungsdichte | Code INSEE | Postleitzahl |
| ------------------------ | -------------- | ---------- | ------------------ | ---------- | ------------ |
| Billy                    | 843 (2013)     | 10,22      | 82 Einw./km²       | 03029      | 03260        |
| Boucé                    | 523 (2013)     | 21,68      | 24 Einw./km²       | 03034      | 03150        |
| Créchy                   | 479 (2013)     | 11,61      | 41 Einw./km²       | 03091      | 03150        |
| Langy                    | 274 (2013)     | 7,36       | 37 Einw./km²       | 03137      | 03150        |
| Magnet                   | 935 (2013)     | 12,72      | 74 Einw./km²       | 03157      | 03260        |
| Montaigu-le-Blin         | 314 (2013)     | 12,96      | 24 Einw./km²       | 03179      | 03150        |
| Montoldre                | 638 (2013)     | 18,9       | 34 Einw./km²       | 03187      | 03150        |
| Rongères                 | 587 (2013)     | 8,95       | 66 Einw./km²       | 03215      | 03150        |
| Saint-Félix              | 335 (2013)     | 5,2        | 64 Einw./km²       | 03232      | 03260        |
| Saint-Gérand-le-Puy      | 1.023 (2013)   | 19,55      | 52 Einw./km²       | 03235      | 03150        |
| Saint-Germain-des-Fossés | 3.691 (2013)   | 8,3        | 445 Einw./km²      | 03236      | 03260        |
| Saint-Loup               | 542 (2013)     | 17,62      | 31 Einw./km²       | 03242      | 03150        |
| Sanssat                  | 263 (2013)     | 8,4        | 31 Einw./km²       | 03266      | 03150        |
| Seuillet                 | 502 (2013)     | 9,94       | 51 Einw./km²       | 03273      | 03260        |
| Varennes-sur-Allier      | 3.554 (2013)   | 24,1       | 147 Einw./km²      | 03298      | 03150        |